# Бинкин, Зиновий Юрьевич
Зино́вий Ю́рьевич Би́нкин (Зе́льман Ю́дович Гри́нман; 31 марта 1913, Юзовка — 22 ноября 1985, Москва) — советский трубач, композитор и дирижёр, артист симфонического оркестра Донецкого радио, солист оркестра НКО СССР. Заслуженный деятель искусств РСФСР (1976).
Автор музыки для духового оркестра и концертных пьес для трубы, кларнета, валторны, саксофона и эстрадного оркестра, а также свыше 100 песен. Член Союза композиторов СССР (1958).

## Биография
Родился 31 марта 1913 года в Юзовке (ныне Донецк).
С 15 лет (1928—1934) — солист-трубач в симфоническом оркестре Донецкого радио. В 1934 году окончил Московский музыкальный техникум имени Октябрьской революции по классу трубы Михаила Табакова.
С 1935 года — солист-трубач и инструментовщик, а затем дирижёр Особого образцово-показательного оркестра Наркомата обороны СССР и уже известный композитор. С 1945 по 1953 годы находился в ссылке в Салехарде, где создал джазовый оркестр. В 1957 году окончил дирижёрский факультет Московской консерватории по классу Бориса Хайкина.
Зиновий Бинкин был дирижёром «Совкино», а также выступал в качестве дирижёра с другими оркестрами. С 1956 года заведовал редакцией эстрадной и духовой музыки издательства «Советский композитор».
В 1982 году на фирме «Мелодия» вышла пластинка «Здравствуй, любовь» — на которой ансамбли «Пламя», «Акварели», «Дилижанс» и другие исполняют песни композитора.
Умер 22 ноября 1985 года. Похоронен в Москве на Введенском кладбище (участок № 6).
Среди сочинений Бинкина — концерт для трубы с духовым оркестром (1980), а также ряда увертюр, маршей, концертных пьес и других произведений для духового и эстрадного оркестра, работа с ВИА.

## Звания и награды
- Заслуженный деятель искусств РСФСР (1976).